# لگ ایموبیلین
لگ ایموبیلین (انگلیسی: LEG Immobilien) یک شرکت املاک و مستغلات آلمانی است؛ که در سال ۱۹۷۰ تأسیس شد.